# マーチン・リスター

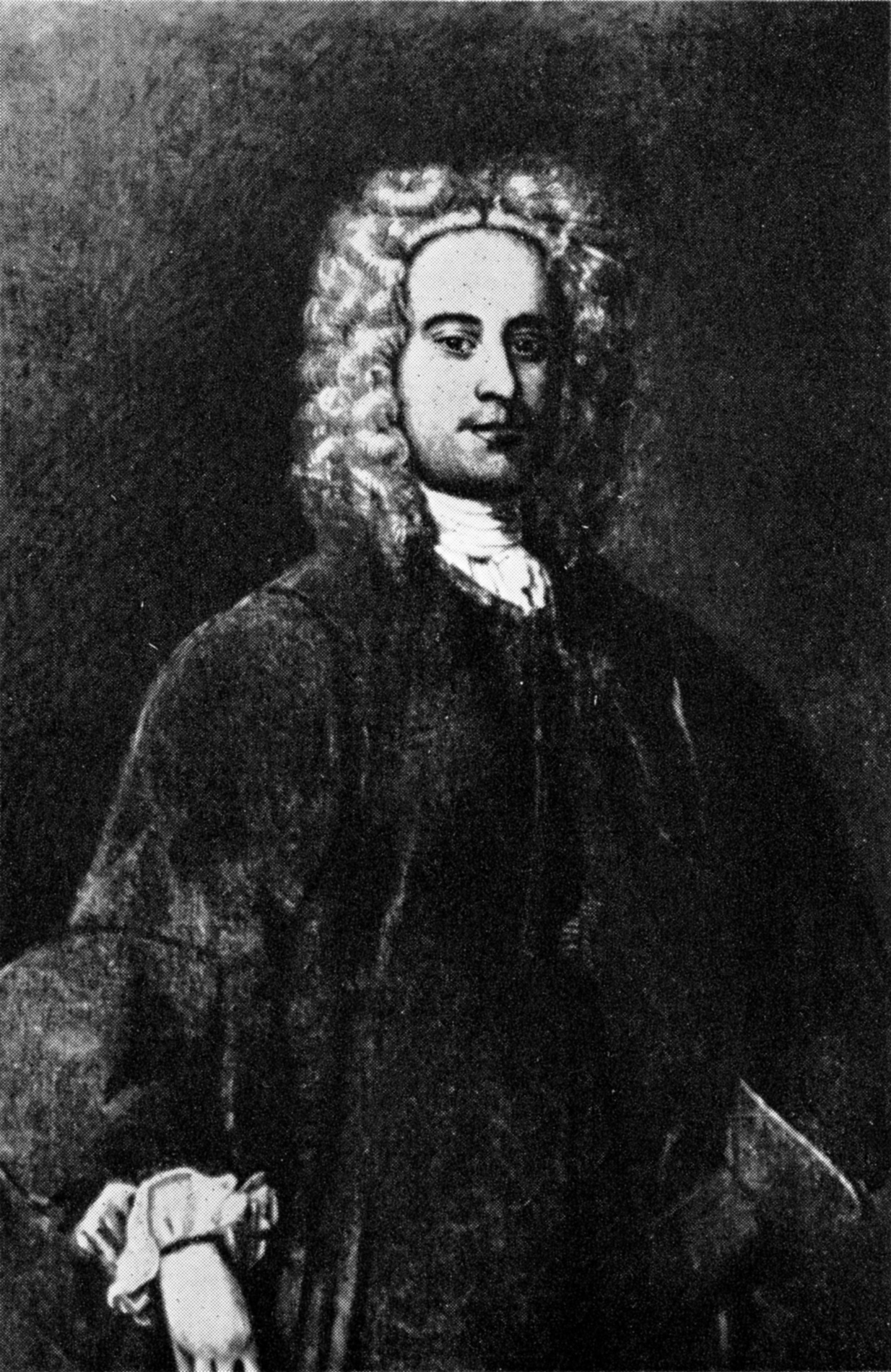
マーチン・リスター

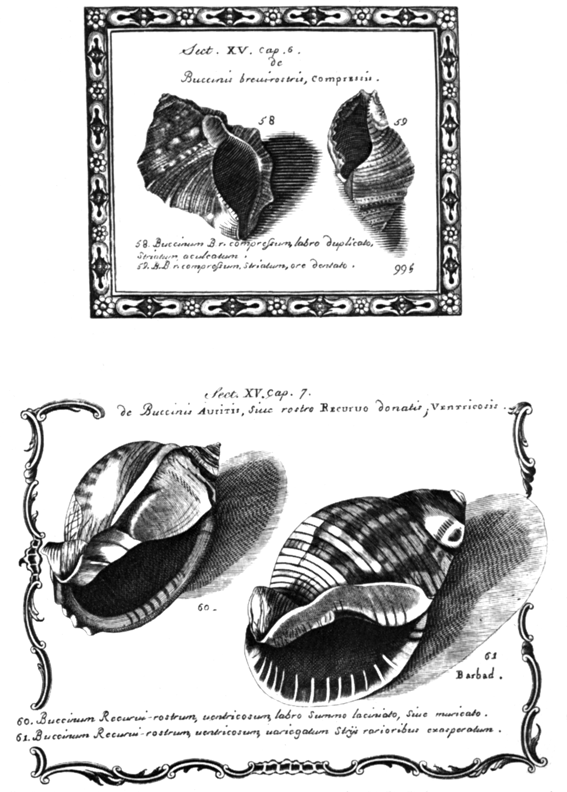
著書の図版

マーチン・リスター（Martin Lister FRS、1639年4月11日 - 1712年2月2日）はイギリスの医師。博物学者である。

## 略歴
バッキンガムシャーのラドクリブで生まれた。父親は議員を務めた同名のマーチン・リスター卿で、おじに国王ジェームズ1世の王妃アン・オブ・デンマークと国王チャールズ1世の侍医を務めた、マシュー・リスターがいる。
1655年からケンブリッジ大学のセントジョン・カレッジで医学を学んで1660年に卒業した、1671年に王立協会フェローに選ばれた。1683年までヨークで医師を開業した後、ロンドンに移り、1864年にオクスフォード大学の医学博士号を受け、1687年に王立内科医協会(Royal College of Physicians) のフェローに選ばれた。
王立協会の機関誌、フィロソフィカル・トランザクションズに、博物学、医学、考古学に関する多くの論文を執筆し、著書に『イギリスの動物誌』( Historiae animalium Angliae tres tractatus:1678); 『貝類誌』( Historiae Conchyliorum:1685, 1692)、『二枚貝』( Conchyliorum Bivalvium:1696)などがある。貝類学の専門家として高い評価を受けていた。アタナシウス・キルヒャーによって貝類の化石が研究された時代の科学者であるが、化石の貝類と現生種の貝類との形状の類似を認めながら、単に鉱物のなかにたまたまできた構造であるという立場をとり、生物の痕跡であるとは認めなかった。地質学の分野でイギリスの地質図作成の必要を説く論文も発表した。
ラン科の植物の属名、Listera(Neottia のシノニム)に献名された。月のリンクルリッジ(地形)の名、Dorsa Listerもリスターに因んで名付けられた。

## 著作
- Historia Animalium Angliae. London 1678. (online)
- Appendix in Historiam Animalium Anglite. 1681.
- Letters and divers other Mixt Discourses in Natural Philosophy. London 1683.
- De Thermis et Fontibus Medicatis Angliae. London 1684.
- Sex Exercitationes Medicinales de quibusdam Morbis Chronicis. London 1694.
- Exercitatio Anatomica in qua de Cochleis, maxime Terrestribus et Limacibus agitur. London 1694, (online)
- Exercitatio Anatomica altera, in qua agitur de Buccinis fluviatilibus et marinis. London 1695.
- Exercitatio Anatomica tertia Conchyliorum Bivalvium. London 1696
- A journey to Paris in the year 1698. London 1699.